# Geoffrey Trease
(Robert) Geoffrey Trease (ur. 11 sierpnia 1909 w Nottingham, zm. 27 stycznia 1998 w Bath) – angielski pisarz, autor spektakli radiowych i telewizyjnych. Napisał 113 książek, przetłumaczonych na 20 języków. Najbardziej znany jest z powieści historycznych dla dzieci.
Był najmłodszym dzieckiem kupca winnego i córki lekarza, którzy oprócz Geoffreya mieli jeszcze dwóch synów. Uczył się w Nottingham High School.

## Wydania polskie
- Z Garibaldim na Sycylii (A Thousand for Sicily, wyd. 1964) – powieść, wydanie polskie 1967 r.
- Dwanaście miesięcy, czyli historia Anglii (Days to Remember: A Garland of Historic Anniversaries, wyd. 1973 r.) – zbiór esejów, wydanie polskie Warszawa 1981 r.
- Podwodne cienie (Shadow Under the Sea, wyd. 1990) – powieść, wydanie polskie Katowice 1994 r.